# Atrichopogon flavidus
Atrichopogon flavidus är en tvåvingeart som beskrevs av Jean-Jacques Kieffer 1921. Atrichopogon flavidus ingår i släktet Atrichopogon och familjen svidknott. Inga underarter finns listade i Catalogue of Life.